# Nieuwerkerk
Nieuwerkerk est un village appartenant à la commune néerlandaise de Schouwen-Duiveland, situé dans la province de la Zélande. Le 2 janvier 2008, le village comptait 2 688 habitants.
Nieuwerkerk était une commune indépendante jusqu'au 1er janvier 1961. À cette date, la commune fusionna avec Ouwerkerk et Oosterland pour former la nouvelle commune de Duiveland.

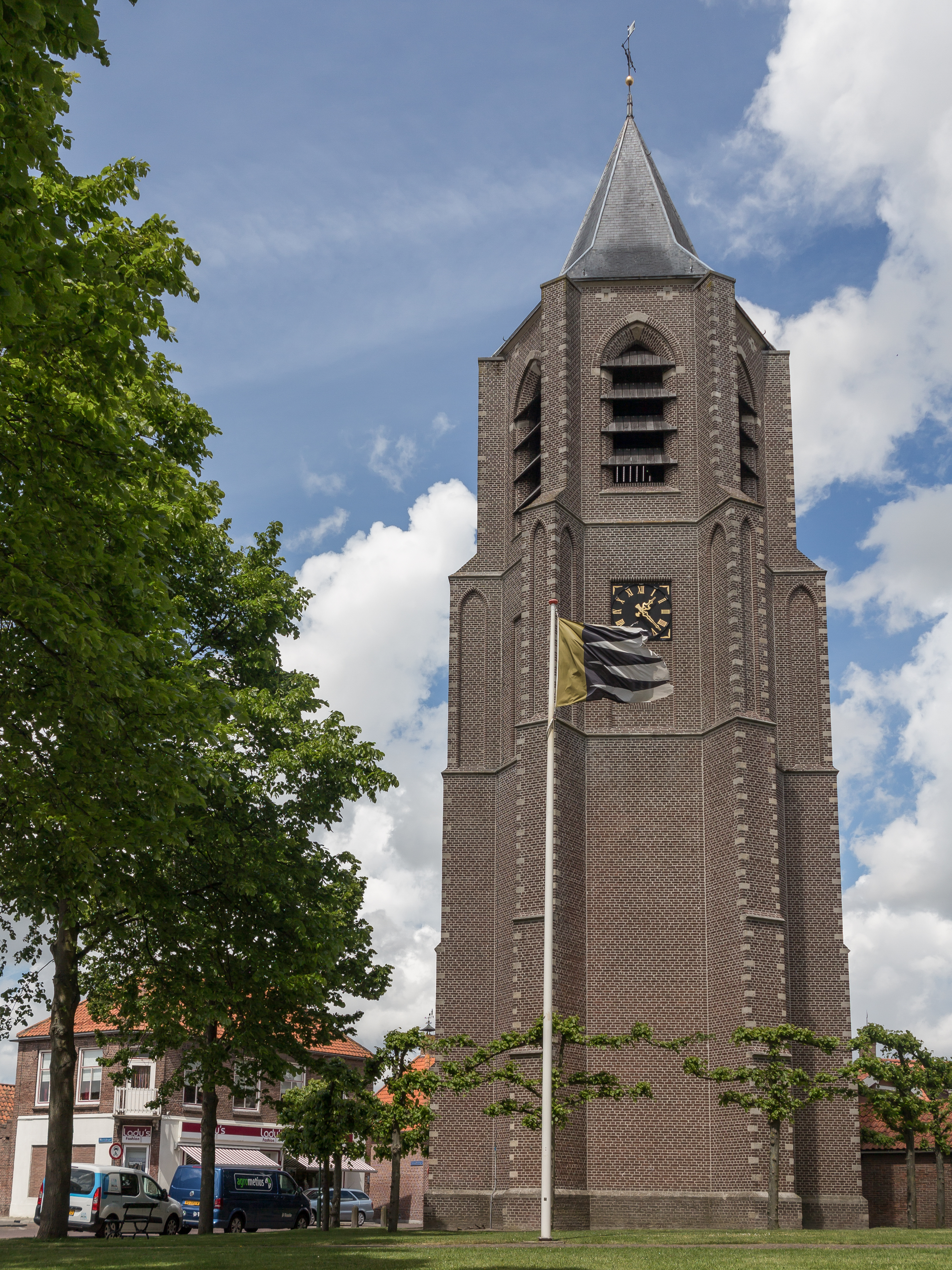
Tour: de Johannes Evangelist vrijstaande kerktoren

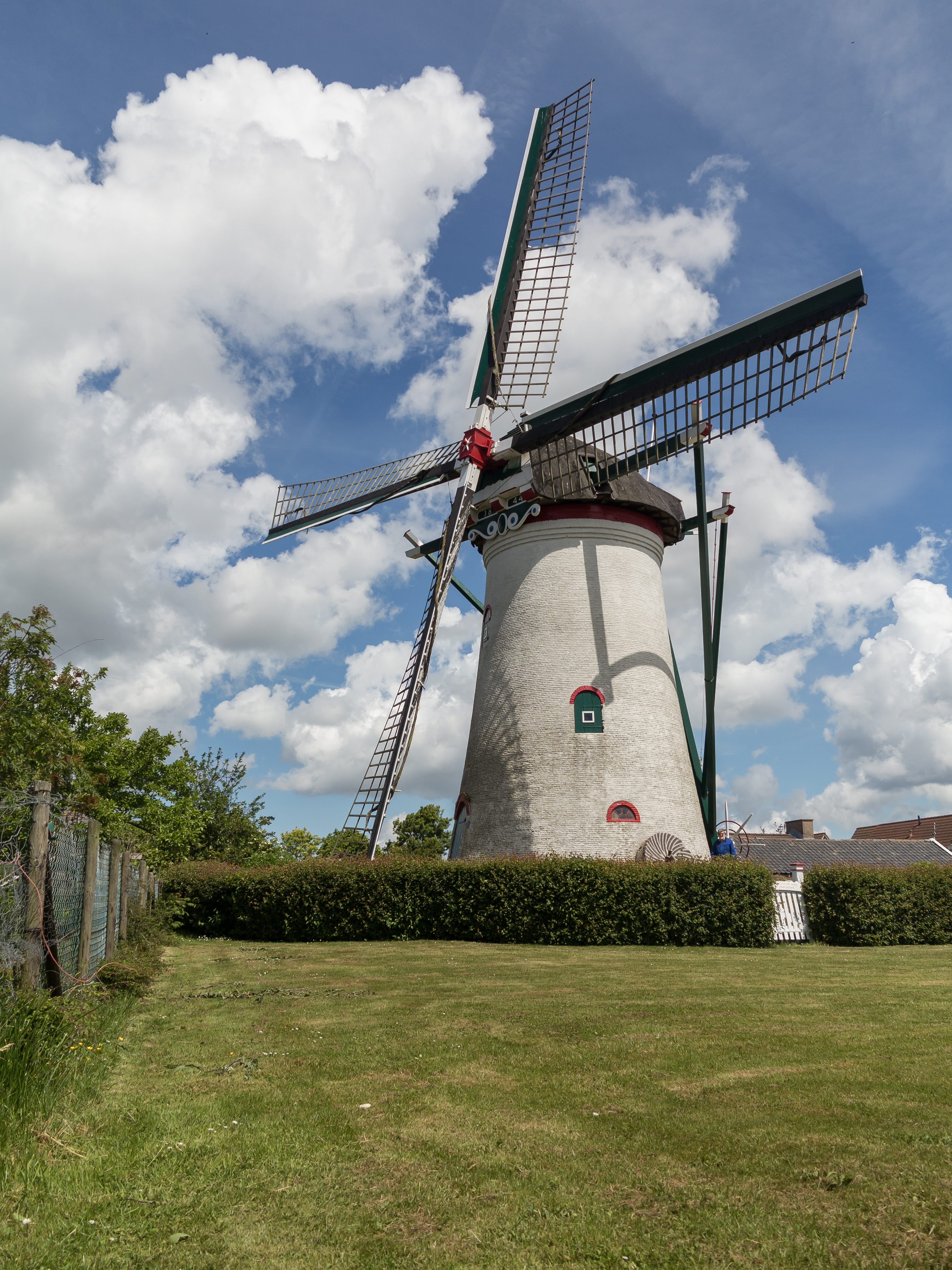
Moulin: de Nieuwerkerkse Molen